# Obozy internowanych żołnierzy armii URL w Polsce
Obozy internowanych żołnierzy armii URL w Polsce – pierwszych żołnierzy armii URL internowano w Polsce w końcu 1919 w Łańcucie, po załamaniu frontu ukraińskiego. W roku następnym zorganizowano z nich 6 Siczową Dywizję Strzelecką, która w składzie polskiej 3 Armii uczestniczyła w 1920 roku w wyprawie kijowskiej.

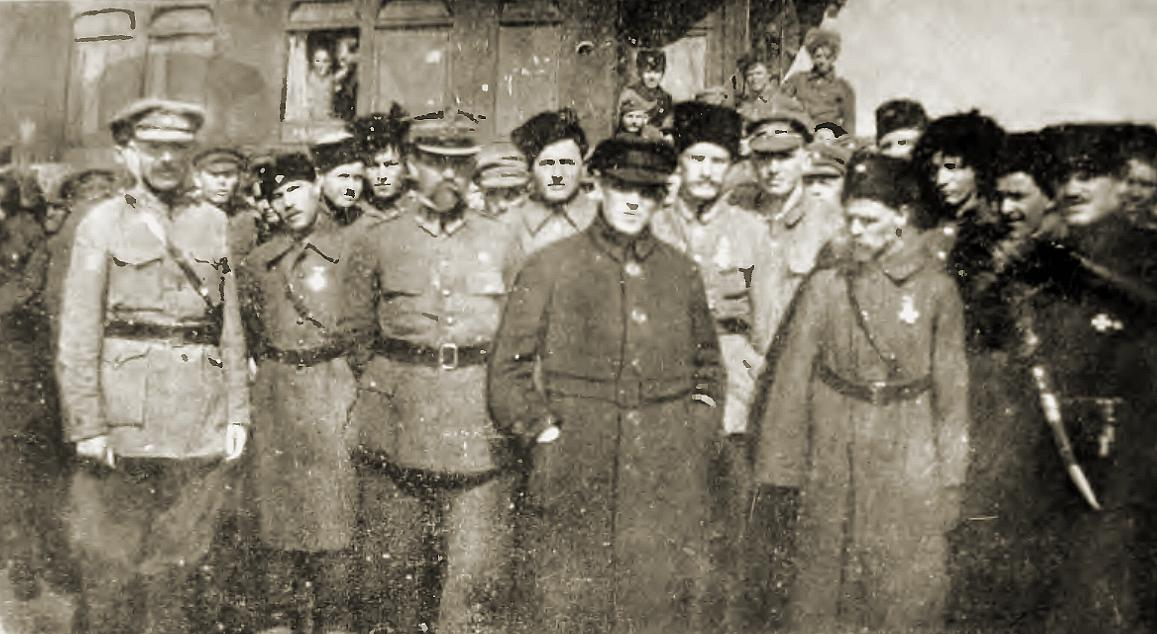
Symon Petlura wizytuje obóz internowanych w Wadowicach. Od lewej rozpoznawalni: gen. Hawryło Bazilskyj, gen. Doduł, polski komendant obozu, Symon Petlura, gen. Mychajło Omelianowycz-Pawlenko, gen. Iwan Omelianowycz-Pawlenko. 9 kwietnia 1921.

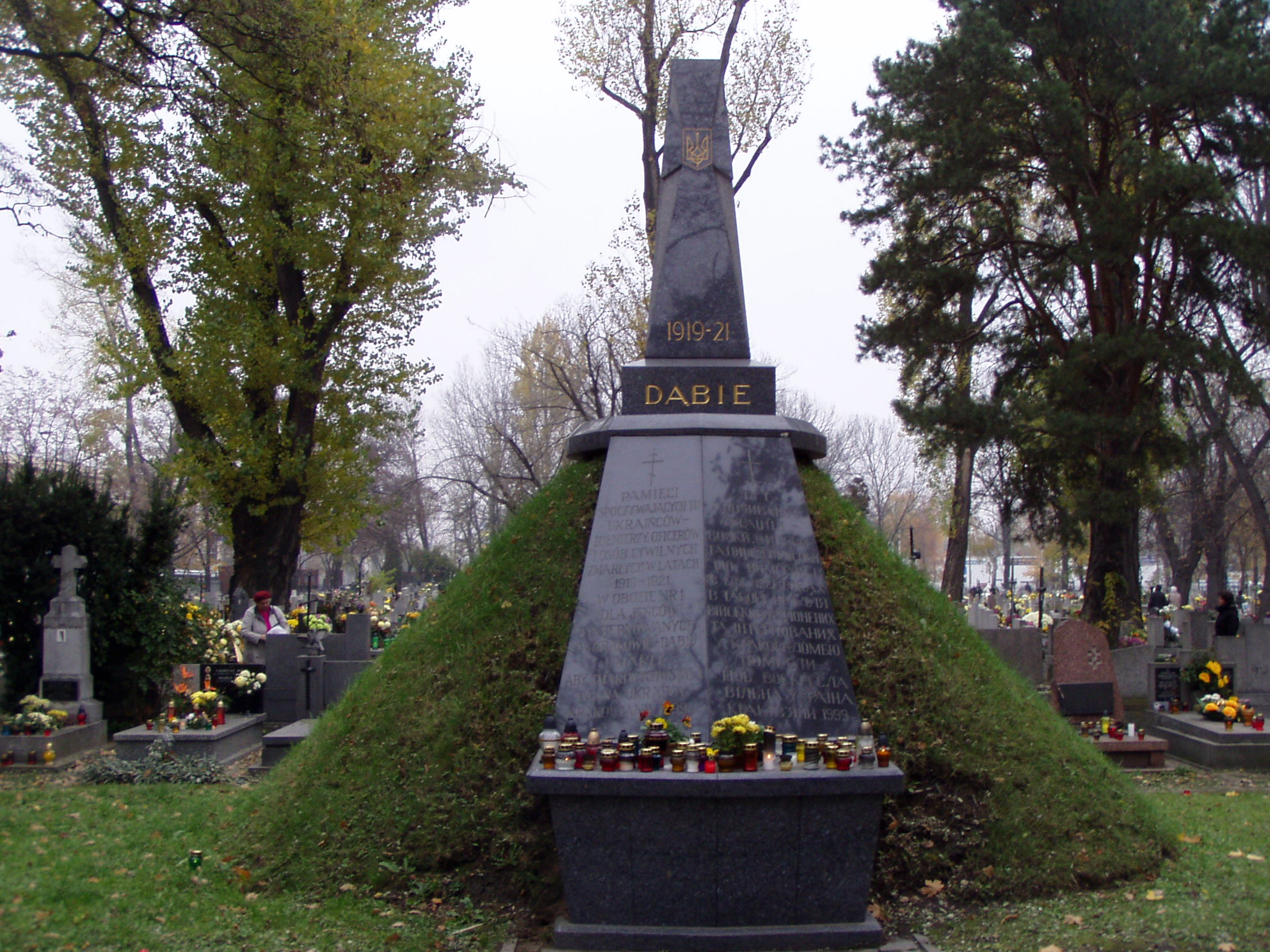
Pomnik zmarłych żołnierzy URL na Cmentarzu Rakowickim

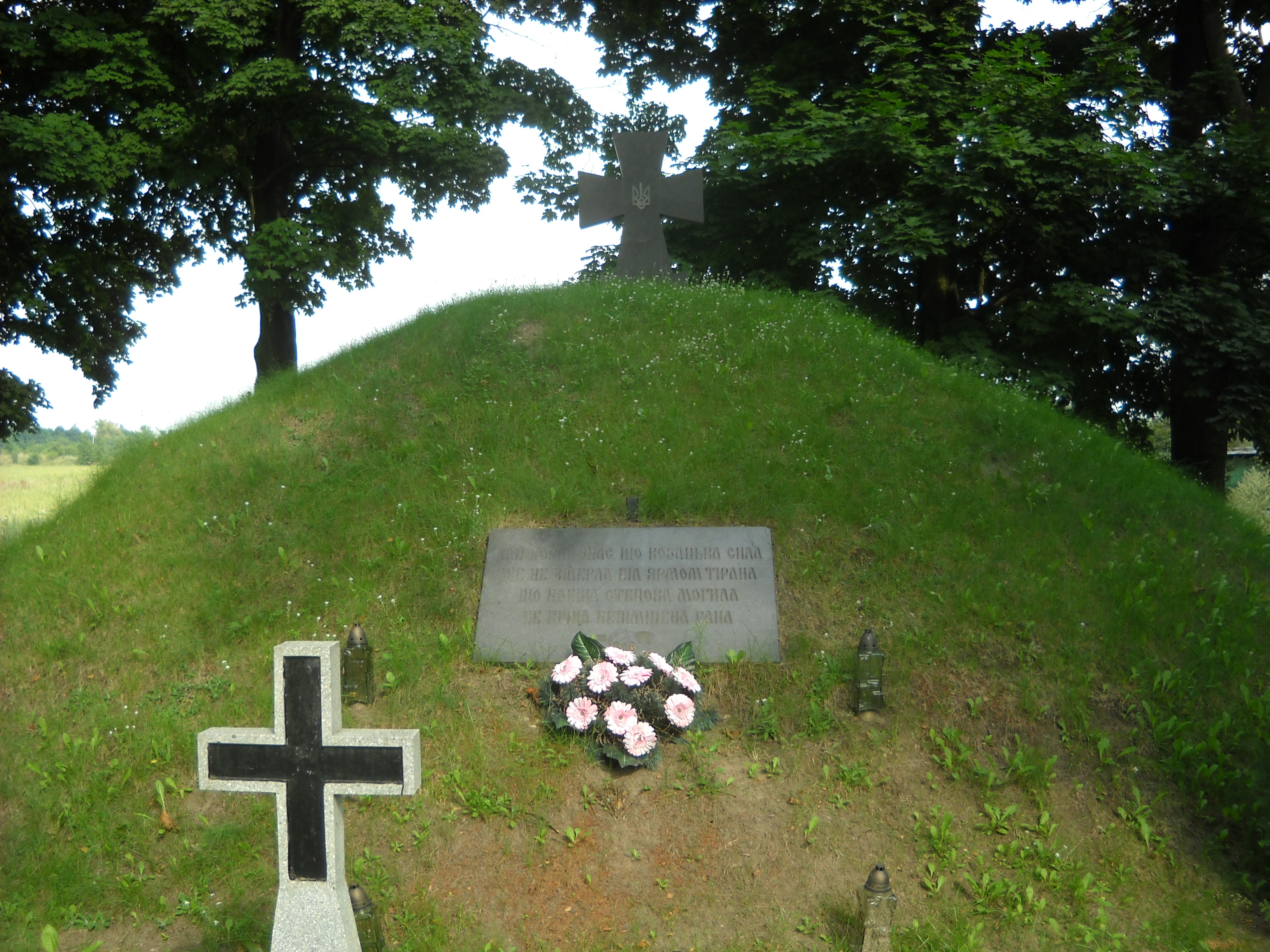
Kurhan na cmentarzu internowanych Ukraińców zmarłych w obozie w Aleksandrowie Kujawskim, z inskrypcją w języku ukraińskim i krzyżem zaporoskim

Po porażce armii URL w samodzielnej (od zawieszenia broni w wojnie polsko-bolszewickiej z 18 października 1920) kampanii przeciwko Armii Czerwonej w listopadzie 1920 i przejściu żołnierzy armii URL 21 listopada na terytorium Polski w liczbie ponad 19 000 żołnierzy, rozmieszczano ich od 25 listopada 1920 w obozach internowania w środkowej i zachodniej Polsce. Najwięcej Ukraińców osadzono w: Łańcucie, Pikulicach, Wadowicach, Tucholi, Aleksandrowie Kujawskim i Kaliszu, oraz w mniejszych obozach: Krakowie-Dąbiu i Piotrkowie Trybunalskim. Ukraińskim urzędnikom oraz członkom Sztabu Armii URL zostały przydzielone przez rząd polski mieszkania w Tarnowie i Częstochowie.
Przemieszczanie poszczególnych jednostek Polacy przeprowadzali umiejętnie bez ich rozformowywania. Dotychczasowe dowództwo nad nimi zostało pozostawione w stanie początkowym, bez dokonywania zmian w szeregach armii ukraińskiej. Józef Piłsudski starał się zapewnić żołnierzom ukraińskim jak najlepsze warunki życia. Jak sam powtarzał: „Obóz ma być ich schronieniem, domem”.
19 listopada 1920 szef armii ukraińskiej Petro Lipka uprzedził podległe sobie jednostki, że Polacy podczas odbytej wspólnej narady zagwarantowali Ukraińcom zachowanie integralności internowanych jednostek, co potwierdzili w wydanej na początku grudnia 1920 instrukcji.
Za zgodą i aprobatą polskich władz, a niejednokrotnie z ich inicjatywy, rozwinęła się działalność kulturalna i oświatowa wśród internowanych Ukraińców – rozpoczęto organizowanie różnego rodzaju kursów zawodowych, zakładano szkoły kształcące na różnym poziomie oraz obozowe spółdzielnie uczące Ukraińców prowadzenia działalności gospodarczej, działały chóry, grupy teatralne, stowarzyszenia sportowe. Umożliwiono Ukraińcom wydawanie własnych czasopism, mogli oni także prowadzić warsztaty rzemieślnicze. Internowani otrzymywali przepustki upoważniające ich do opuszczania obozów.
W czerwcu Polacy utworzyli w Łańcucie Ukraiński Wydział Uniwersytecki, który przeniesiono w sierpniu do Strzałkowa. Studiowało na nim ponad 500 słuchaczy. W Kaliszu założono gimnazjum ukraińskie, które swoją działalność prowadziło do lat 30. Zwalczano w nim powszechny wśród ukraińskich żołnierzy analfabetyzm poprzez naukę czytania i pisania po ukraińsku oraz nauczanie wybranych języków obcych. W Kaliszu założono szkołę oficerską dla Ukraińców oraz (1 sierpnia 1924 r.) pozostającą w gestii polskiego Ministerstwa Pracy i Opieki Społecznej – Stanicę Ukraińską w której przebywało około 800 Ukraińców. Prowadzono w niej działalność charytatywną, opiekowano się chorymi i inwalidami, bezrobotnymi, rodzinami, dziećmi, którym zapewniano wyżywienie, naukę i zajęcia pozalekcyjne.
Wśród osadzonych w obozach znalazły się także osoby działające na szkodę państwa polskiego. Wśród nich agenci czechosłowaccy i werbownicy do nielegalnej i terrorystycznej Ukraińskiej Organizacji Wojskowej.
W połowie 1921 r. internowanych przeniesiono z Łańcuta do obozu pod Strzałkowem, a w końcu 1921 r. z Aleksandrowa do Obozu Internowanych nr 5 w Szczypiornie. W obozach tych, jak i w sąsiednim Kaliszu, internowani mieszkali aż do ostatecznej likwidacji obozów. Pozostał jedynie obóz w Kaliszu, zamieniony na obóz cywilny.
Liczba internowanych stopniowo malała: w lutym 1921 r., w obozach było 15,5 tys. internowanych, a w 1923 r. już tylko nieco ponad 3 tysiące. 26 maja 1923 r. Rada Ministrów podjęła uchwałę o likwidacji obozów, a potwierdziła ją 27 czerwca 1923 r. komisja administracyjna Sejmu.
Po likwidacji obozów internowani żołnierze otrzymali status emigrantów politycznych. Zaufani oficerowie uzyskiwali dalsze wsparcie od Polaków w postaci m.in. pomocy w uzyskiwaniu środków utrzymania przez udzielanie koncesji na działalność gospodarczą w przemyśle leśnym i w zarządach majątków na Kresach Wschodnich.